# Atractus heyeri
Atractus heyeri — вид змій родини полозових (Colubridae). Ендемік Венесуели. Описаний у 2015 році.

## Поширення й екологія
Atractus heyeri відомі з типової місцевості, що лежить поблизу міста Санаре в штаті Лара, за 17 км на південний схід від Національного парку Якамбу, на висоті 1510 м над рівнем моря.